# 松本烝治
松本 烝治（まつもと じょうじ、明治10年（1877年）10月14日 - 昭和29年（1954年）10月8日）は、日本の法学者。専門は商法。東京府士族。学位は法学博士。戦後、憲法草案（松本試案）を作成したことで知られる。松本荘一郎の子。岡野敬次郎に師事。弟子に田中耕太郎、田中誠二など。

## 来歴
日本全国に鉄道を敷設することに尽力した松本荘一郎の長男として東京府に生まれる。
1888年（明治21年）に高等師範学校附属小学校（現・筑波大学附属小学校）卒業。1894年に高等師範学校附属中学校（現・筑波大学附属中学校・高等学校）卒業。旧制一高を経て、東京帝国大学卒業。帝大ではマラソン選手として著名であった。
農商務省参事官を経て帝大に戻り1903年（明治36年）に助教授となる。
その後1906年から09年（明治39–42年）にかけてヨーロッパへ留学し、帰国後の1910年（明治43年）に東京帝大教授となる。
1919年（大正8年）に満鉄理事に就任、副総裁を務めた後、1923年（大正12年）に第2次山本内閣の法制局長官を務めた。1924年（大正13年）1月2日に貴族院勅選議員に勅任される（1946年6月25日まで在任）。また、帝国学士院会員に選ばれる。さらに、この年関西大学学長に就任し、1928年（昭和3年）まで務めた。1934年（昭和9年）に斎藤内閣で商工大臣を務めた。
1945年（昭和20年）に幣原内閣が成立すると、憲法改正担当の国務大臣として入閣、自ら中心となって憲法草案（松本試案）を作成した。しかし、作成した草案の内容が保守的すぎるとして、GHQに却下された。1946年（昭和21年）、満鉄監事を理由に公職追放となった。
その後は学究活動の傍ら、米国のローファームのような企業法務専門の法律事務所を日本にも根付かせたいと考えて、日本工業倶楽部ビル内に松本烝治法律事務所を開設、幾つもの会社で顧問弁護士や監査役を務めた。晩年には東京交響楽団設立委員会会長も務めた。
1954年10月8日午前11時頃、東京高等裁判所民事第一号法廷で弁護人として弁論終了後、廊下の椅子で休憩していたところ脳溢血により意識不明となった。駆け付けた医師により裁判所の廊下で手当てを受けたものの、意識が回復しないまま同日午後7時過ぎに死亡した。
死去に際して勲一等旭日大綬章を追贈される。墓所は東京の多磨霊園。影響を与えた弟子に女婿の田中耕太郎、孫弟子に鈴木竹雄などの商法学者がいる。友人の一人に柳田国男がおり、柳田の「故郷70年」によると、1911年に松本の誘いで二人は旅にでて、南方熊楠宅を訪れている。

## 人物
趣味は自転車と読書。自転車は健康法の一つとして数十年間にわたり乗り続けた。読書の対象はコナン・ドイルや江戸川乱歩などの探偵小説も含まれていた。

## 家族・親族
- 父は、鉄道庁長官を務めた松本荘一郎。
- 妻の千（1886年生、香蘭女学校出身）は、慶應義塾塾長を務めた小泉信吉の娘で、経済学者・小泉信三の姉にあたる[10][11]。その妹・勝（1890年生）の夫は、三陸汽船社長の横山長次郎[注 1]。
- 長女・峰（1904年生）の夫に、弟子であり後に最高裁長官などを務めた田中耕太郎[10]。
- 長男の松本正夫（1910-1998）は、文学博士で慶大教授、清泉女子大学副学長、日本哲学会会長[10][13]。妻の清は川上俊彦の娘[14]。長男ほか、島多代ら娘が4人おり、娘婿に島隆 (鉄道技術者)、富士ゼロックスの小林陽太郎、山下太郎 (山下汽船)、次男・洋二郎（元住友海上火災専務）、三田義正孫・三田正樹（三和国際基金専務理事）[10][15][16]。
- 二女・文（1911年生）の夫に、医師で慶應義塾大学医学部教授を務めた三辺謙[11][17][18]。謙は、小泉信三の親友でもあった慶応義塾大学名誉教授・立教大学総長三辺金蔵の長男[18]。謙の子に、三辺夏雄（横浜国立大学名誉教授）。